# Dimitris Glinos
Dimitris Glinos (în greacă modernă Δημήτρης Γληνός; n. 22 august/3 septembrie 1882, İzmir, vilayetul Aidin⁠(d), Imperiul Otoman – d. 26 decembrie 1943, Atena, Regatul Greciei) a fost un educator, filozof și om politic grec.

## Viață
Glinos s-a născut în Smirna, fiind cel mai mare dintre cei doisprezece copii ai lui Alexandros Glinos. După ce a absolvit Școala Evanghelică din Smirna, a mers la Atena în 1899 și s-a înscris la Departamentul de Filosofie a Universității din Atena. A absolvit în 1905 și a continuat să studieze filosofia, pedagogia și psihologia experimentală în Germania la Universitatea din Jena (sub Rudolf Eucken din 1908 până în 1909) și la Universitatea din Leipzig (sub Wilhelm Wundt din 1909 până în 1911). În Germania, a intrat în contact cu Georgios Skliros care i-a prezentat lui Glinos ideologia socialistă și a avut un efect decisiv asupra carierei sale ulterioare.
S-a căsătorit cu Anna Chroni în septembrie 1908.
La întoarcerea sa în Grecia, el a înaintat guvernului o propunere de reformă a educației în 1913, în care propunea următoarele modificări:
- Limba de predare (folosind greacă demotică colocvială în loc de Katharevousa de modă veche). Glinos a propus chiar și utilizarea alfabetului latin, în locul celui grec.
- Structura sistemului școlar (extinderea școlii primare de la 4 la 6 ani)
- Conținut educațional (mai puțin formalism, accent mai mare pe știință)
- Metode educaționale (actualizarea cursurilor și materialelor)
- Formarea profesorilor
- Educația fetelor

Glinos a devenit în cele din urmă secretar general al Ministerului Educației în 1917, sub prim-ministrul Eleftherios Venizelos și a început să introducă reformele propuse. Eforturile sale au fost oprite, iar reformele lui au fost anulate când Venizelos a pierdut puterea în 1920, iar Glinos a început să publice sub pseudonimul „A. Gabriel, profesor”. El a reintrodus reformele după ce a fost reinstalat când Venizelos a recâștigat puterea în 1922, dar a pierdut din nou această posibilitate când Theodoros Pangalos⁠(d) a preluat puterea în 1925.

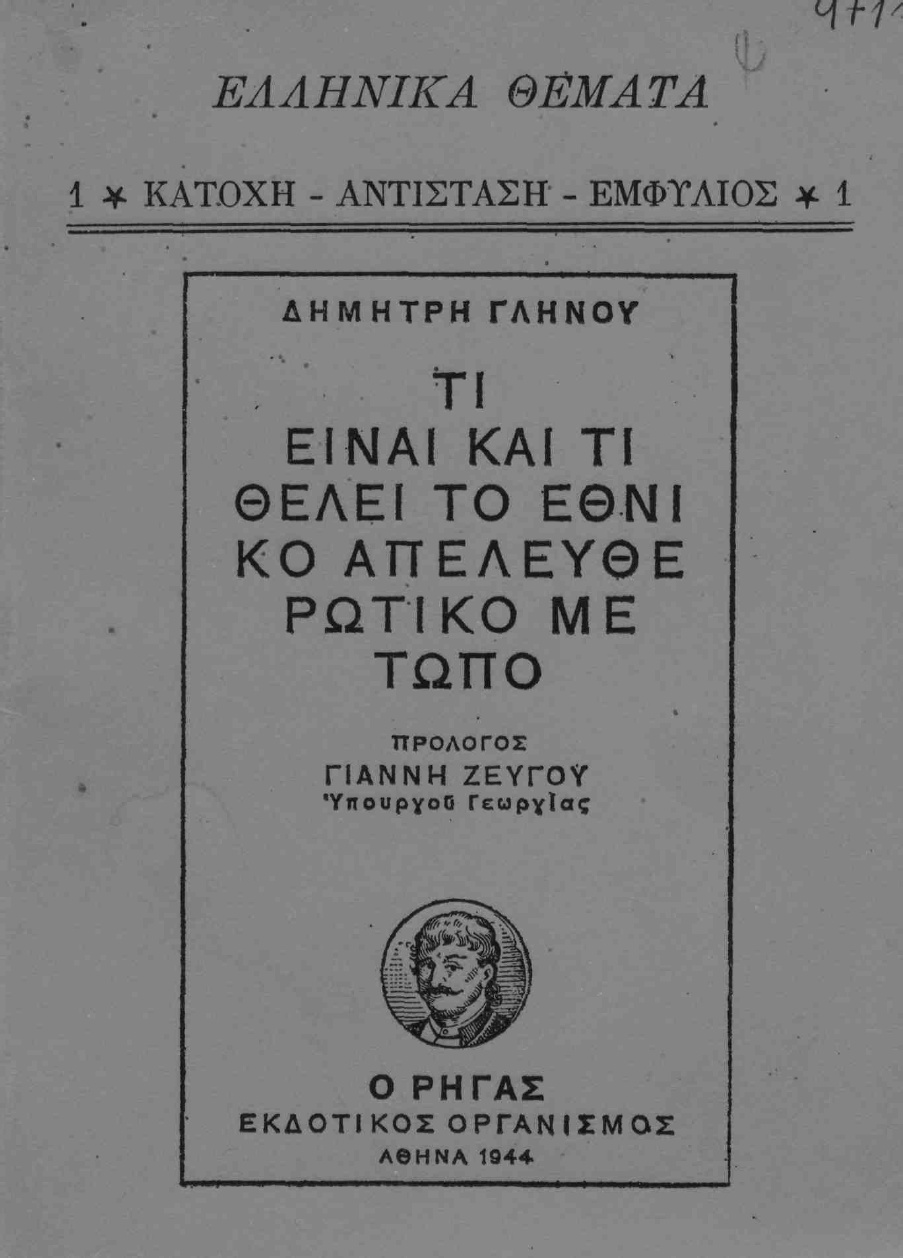
Broșura lui Glinos „Ce este Frontul de Eliberare Națională și ce vrea acesta”, reeditare 1944

În 1930 și-a început implicarea activă în politică, fiind ales deputat din partea Partidului Comunist din Grecia la alegerile din 1936 . După instituirea regimului Metaxas, împreună cu mulți alți comuniști și alți dizidenți politici, a fost trimis în exil intern pe insula Agios Efstratios. În timpul ocupării Greciei de către Axă, Glinos s-a implicat activ în înființarea Frontului de Eliberare Națională (EAM) condus de comuniști și a scris manifestul său politic, Ce este Frontul de Eliberare Națională și ce vrea (Τί είναι και τί θέλει το ΕΑΜ) în septembrie 1942. În același timp, în decembrie 1942, a fost ales membru al Biroului Politic al KKE, în ale cărui rânduri era membru din 1935.
Glinos a murit în timpul Crăciunului anului 1943, după o operație și în timp ce se pregătea să se mute în Grecia Liberă, pentru a participa la înființarea „Guvernului Muntelui” și, eventual, pentru a prelua funcția de președinte al acestuia.